# Kunsthalle St. Gallen
Die Kunsthalle St. Gallen (Eigenschreibweise auch Kunst Halle Sankt Gallen) ist eine Kunsthalle in der Schweizer Stadt St. Gallen.

## Geschichte
Die Kunsthalle St. Gallen wurde im Jahr 1985 gegründet. Ab 1988 wurde ein Standort an der Wassergasse 24 bezogen. Die Stadt St. Gallen bewilligte 1990 einen alljährlich wiederkehrenden Beitrag.
Die Liegenschaft Wassergasse 24 musste auf Ende 1992 wegen Abbruchs geräumt werden, und die Kunsthalle zog an die Davidstrasse 40.
Ihr erster künstlerischer Leiter wurde Josef Felix Müller. Die deutsche Kuratorin Dorothea Strauss war von 1996 bis 2001 die erste Kuratorin der Kunsthalle. Ihr Programm richtete sich vermehrt am internationalen Kunstschaffen aus. Von 2001 bis 2006 leitete Gianni Jetzer die Kunsthalle und wechselte dann zum Swiss Institute Contemporary Art nach New York.
Seit 2007 ist Giovanni Carmine Direktor.
Die Kunsthalle Sankt Gallen ist Mitglied des Verbands der Museen der Schweiz (VMS) und des Vereins Schweizer Institutionen für zeitgenössische Kunst (VSIZK).